# Khỉ cú ba sọc
Khỉ cú ba sọc (Danh pháp khoa học: Aotus trivirgatus) là một loài khỉ đêm thuộc động vật có vú trong họ Aotidae, bộ Linh trưởng. Loài này được Humboldt mô tả năm 1811. Chúng
là loài động vật linh trưởng cỡ nhỏ ở châu Mỹ. Sở hữu cặp mắt to và bộ lông từ màu nâu xám tới đỏ, chúng sinh hoạt và bắt mồi vào ban đêm. 

## Đặc điểm
Đa số khỉ cú ba sọc chỉ sống với một bạn tình trong đời. Gia đình hạt nhân của chúng gồm một con đực trưởng thành, một con cái trưởng thành cùng những đứa con. Những con khỉ đực hoặc khỉ cái chung sống với hai bạn tình trở lên chỉ chiếm tỷ lệ nhỏ. Khi một con khỉ đực muốn chung sống với một con khỉ cái đã có con khỉ đực khác, nó sẽ đánh nhau với con đực của đối tượng. Nếu giành phần thắng trong cuộc chiến, nó sẽ thay chỗ của đối thủ. Những con khỉ cái cũng giành giật bạn tình theo kiểu tương tự. Trong thế giới của khỉ cú, những con cái khỉ chung sống với hai chồng trở lên thường sinh ít con hơn so với những con chỉ có một bạn tình.
Khỉ cú chung sống theo chế độ "một vợ một chồng" giống như loài người. Giống như con người, khỉ cú đực dành rất nhiều thời gian và công sức cho việc nuôi nấng con, kiểu kết đôi chung thủy giúp chúng làm tăng sức khỏe sinh sản. Trong những gia đình chung thủy, khỉ đực sẽ chăm sóc những đứa con của chúng rất cẩn thận nên khỉ cái không phải đầu tư nhiều thời gian và công sức. Ngược lại, nếu khỉ cái sống với ít nhất hai khỉ đực, con khỉ đực tiếp theo sẽ không quan tâm tới những đứa con riêng của con cái nên khỉ cái phải dành nhiều thời gian và công sức cho việc nuôi con. Tình trạng đó khiến sức khỏe sinh sản của chúng giảm.
Về mối quan hệ giữa số lượng bạn tình và khả năng sinh sản của khỉ cú đực, các nhà khoa học đã theo dõi 154 con khỉ thuộc 18 đàn khỉ lớn ở vùng Chaco thuộc Argentina từ năm 1997. Họ thu thập dữ liệu về hành vi, số lượng cá thể trong đàn, tình trạng sức khỏe thể chất và tinh thần của từng con, có thể biết thời điểm một con khỉ cú mất tích hay một con khỉ mới xuất hiện trong đàn, có thể mô tả chi tiết từng trận đánh nhau giữa những con khỉ đực, cũng như quá trình thay thế bạn tình của chúng.
Trong quá trình theo dõi phát hiện 27 con khỉ cái và 23 con khỉ đực giành giật thành công bạn tình từ kẻ khác. Những con khỉ cái chỉ chung sống với một con đực bạn tình sinh nhiều con hơn so với những con khỉ cái chung sống với nhiều hơn một bạn tình. Nếu tính trong vòng một thập niên, số lượng con mà những con khỉ chỉ có một bạn tình sinh ra lớn hơn 25% so với những con kia. Chưa tìm ra nguyên nhân khiến khả năng sinh sản của những con khỉ cái giảm nếu chúng sống với hai bạn tình trở lên.

## Hình ảnh

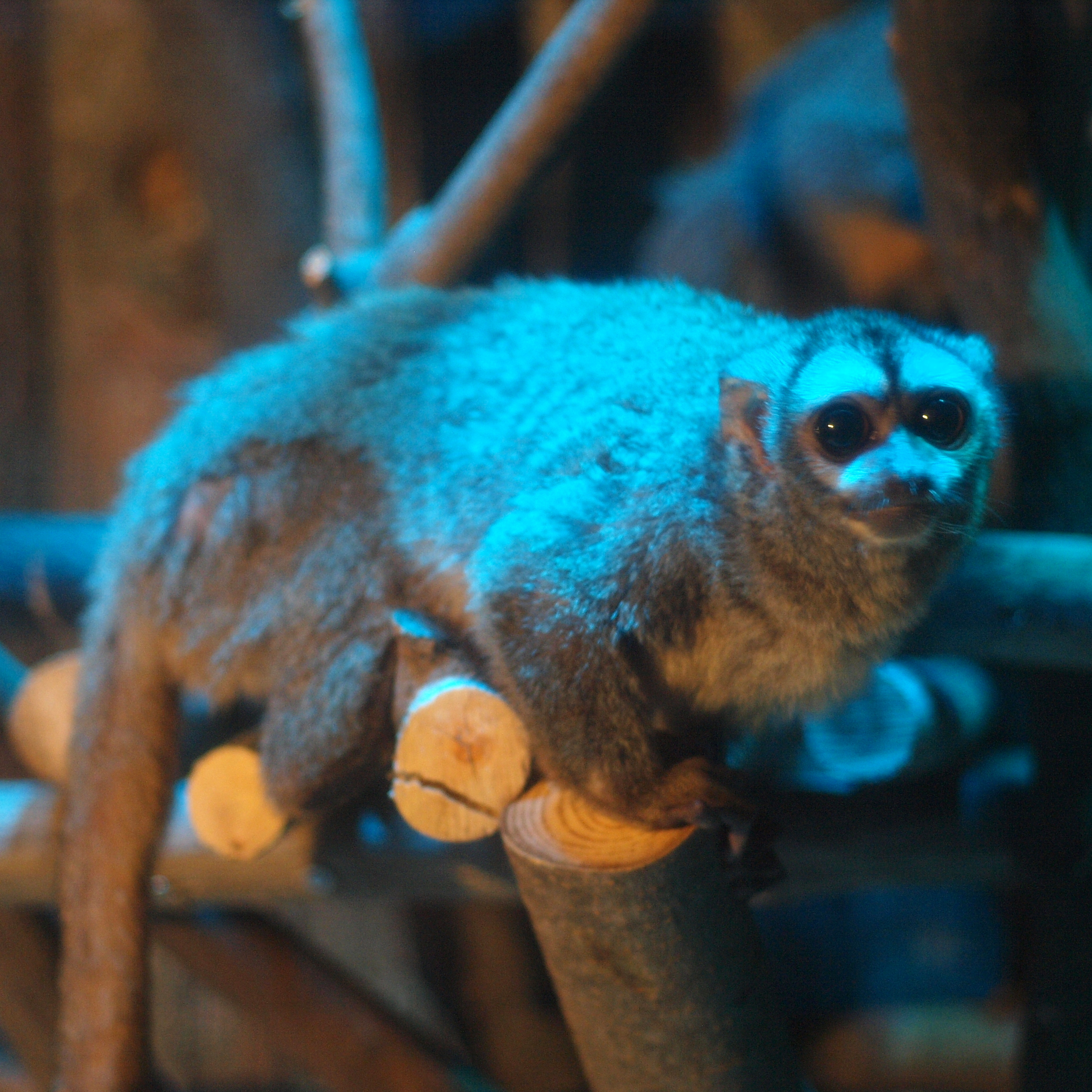
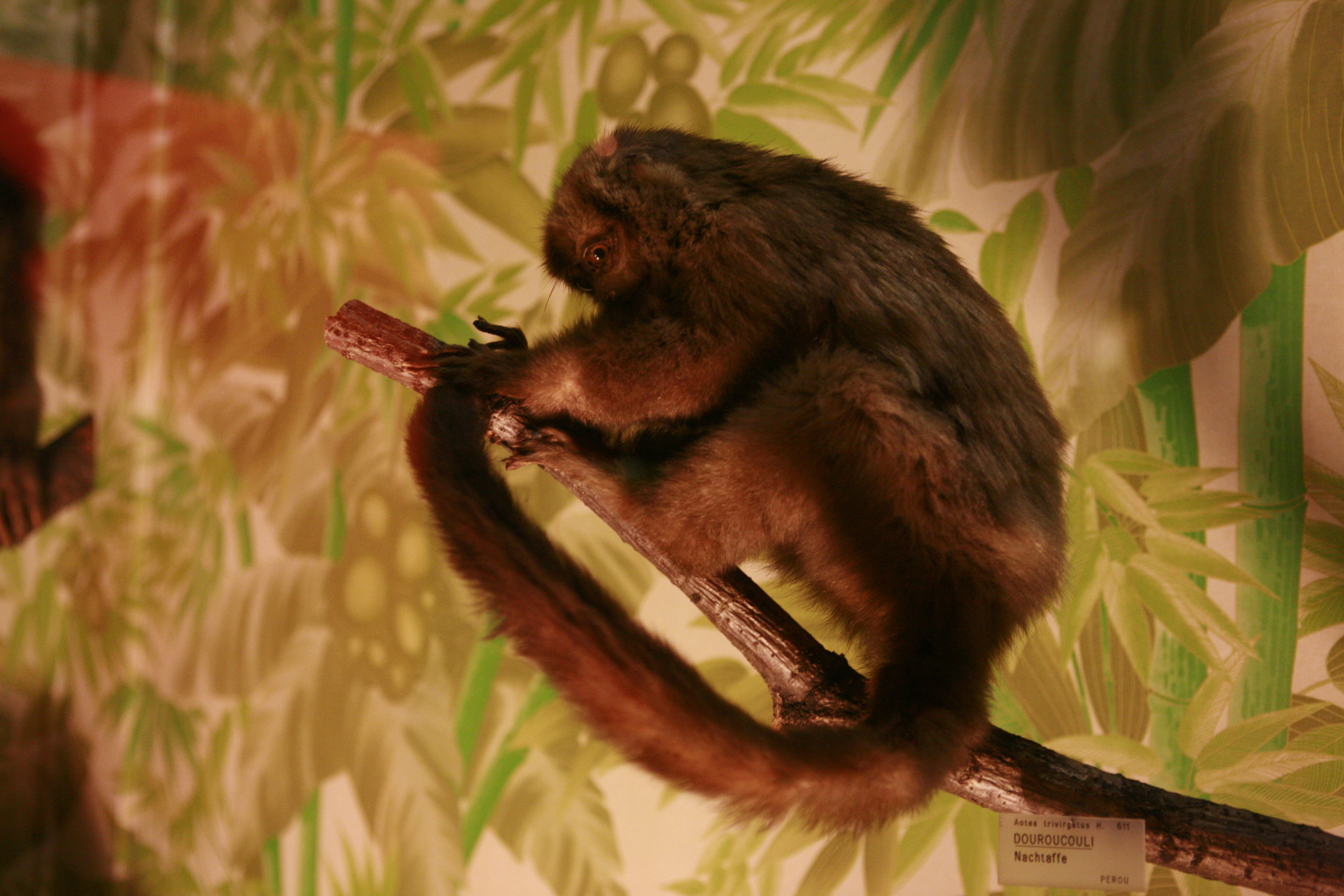
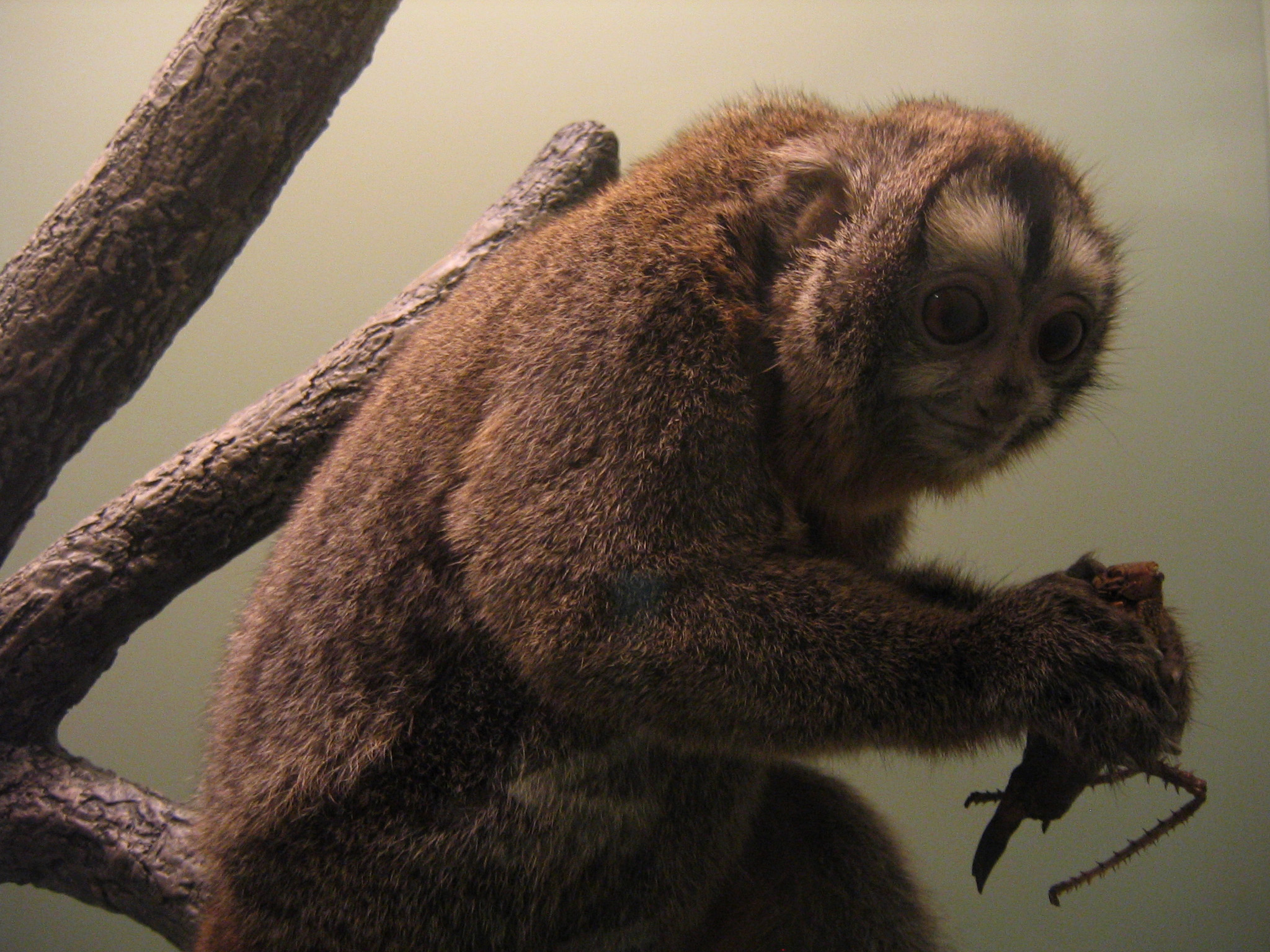
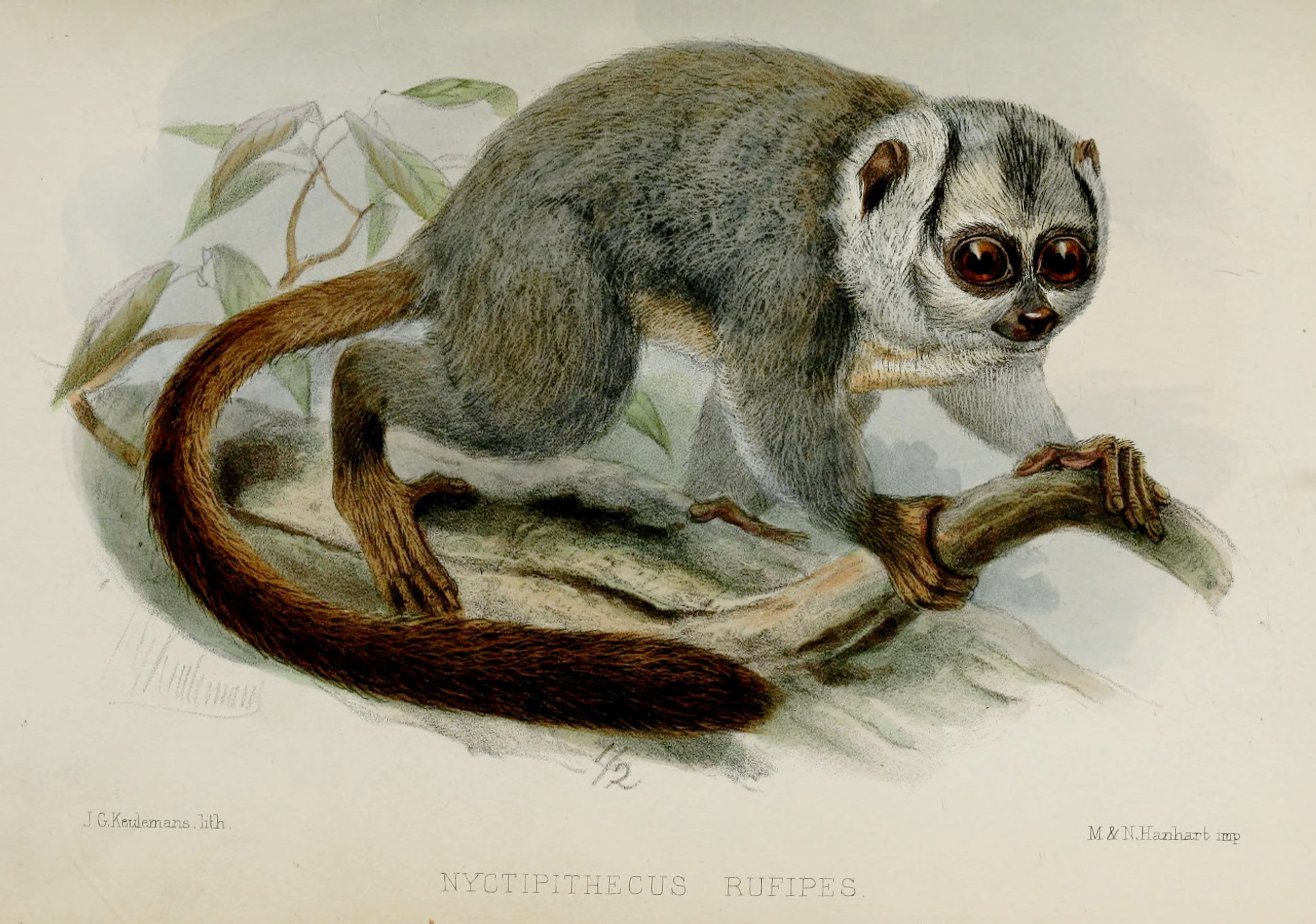